# MVG-Baureihe D
Die MVG-Baureihe D ist eine geplante Fahrzeuggeneration von normalspurigen Elektrotriebwagen für das 750-Volt-Gleichspannungs-Netz der U-Bahn München als Nachfolger der Baureihe C2.
Die Stadtwerke München bereiten nach eigenen Angaben vom September 2021 die Beschaffung von voraussichtlich 80 Zügen inklusive deren langfristige Instandhaltung und Sicherstellung der Verfügbarkeit vor. Die Fahrzeuge der Baureihe D sind für Leistungsausweitungen und den sukzessiven Ersatz der Baureihen B und C1, wenn diese ab den 2030er-Jahren das Ende ihrer Lebensdauer erreicht haben, geplant.